# Les Éclairs
Les Éclairs est un opéra du compositeur français Philippe Hersant sur un livret de Jean Echenoz créé en 2021 à Paris.

## Historique
Troisième ouvrage lyrique du compositeur, Les Éclairs est adapté à l'opéra par l'écrivain français Jean Echenoz depuis son propre ouvrage de 2010, Des éclairs.
Les Éclairs est créé le 2 novembre 2021 au Théâtre national de l'Opéra-Comique à Paris pour quatre représentations, sous la direction de Ariane Matiakh et mis en scène par Clément Hervieu-Léger. La mise en scène, appuyée par les décors de Aurélie Maestre, montre des panneaux dessinés qui rappellent les décors cinématographiques, et des éclairs, imités par des flashs de lumière, sont régulièrement diffusés. 

## Description
Les Éclairs, « drame joyeux », est un opéra en quatre actes en français d'une durée d'environ deux heures. L'histoire romance la vie de l'inventeur en électricité Nikola Tesla et de son rapport avec le monde industriel.
Le compositeur cite plusieurs fois ses confrères, comme Antonín Dvořák et le scherzo de sa Symphonie no 9 lorsque le personnage principal arrive en Amérique, ou réemploie certains styles populaires comme le jazz.

### Rôles
| Rôle   | Tessiture     | Créateur                      |
| ------ | ------------- | ----------------------------- |
| Gregor | baryton       | Jean-Christophe Lanièce       |
| Edison | baryton       | André Heyboer                 |
| Betty  | soprano       | Elsa Benoit                   |
| Ethel  | mezzo-soprano | Marie-Andrée Bouchard-Lesieur |
| Parker | ténor         | François                      |
| Norman | baryton       | Jérôme Boutillier             |

### Instrumentation
- Bois : 2 flûtes, 2 hautbois, 2 clarinettes, 2 bassons ;
- cuivres : 3 cors, 2 trompettes, 2 trombones, tuba ;
- 2 percussionnistes, clavier électronique ;
- cordes : 5 violons, 4 violons II, 3 altos, 3 violoncelles, 2 contrebasses[4].